# Corythalia elegantissima
Corythalia elegantissima là một loài nhện trong họ Salticidae.
Loài này thuộc chi Corythalia. Corythalia elegantissima được Eugène Simon miêu tả năm 1888.